# Odlum Brown Vancouver Open 2022
L'Odlum Brown Vancouver Open 2022 è stato un torneo di tennis professionistico maschile e femminile. È stata la 15ª edizione del torneo maschile, facente parte della categoria Challenger 125 nell'ambito dell'ATP Challenger Tour 2022, con un montepremi di 159 360 $. È stata invece la 18ª edizione del torneo femminile, la prima facente parte della categoria WTA 125 con un montepremi di 115 000 $. Si è giocato dal 15 al 21 agosto 2022 sui campi in cemento del Hollyburn Country Club di Vancouver, in Canada.

## Singolare maschile

### Partecipanti

#### Teste di serie
| Nazionalità | Giocatore          | Ranking* | Testa di serie |
| ----------- | ------------------ | -------- | -------------- |
| Giappone    | Yoshihito Nishioka | 54       | 1              |
| Rep. Ceca   | Jiří Veselý        | 66       | 2              |
| Francia     | Arthur Rinderknech | 67       | 3              |
| Svezia      | Mikael Ymer        | 77       | 4              |
| Francia     | Constant Lestienne | 90       | 5              |
| Lituania    | Ričardas Berankis  | 98       | 6              |
| Cile        | Nicolás Jarry      | 105      | 7              |
| Svizzera    | Marc-Andrea Hüsler | 111      | 8              |

* Ranking all'8 agosto 2022.

### Altri partecipanti
I seguenti giocatori hanno ricevuto una wild card per il tabellone principale:
- Gabriel Diallo
- Alexis Galarneau
- Mikael Ymer

I seguenti giocatori sono entrati in tabellone come alternate:
- Alexander Ritschard
- Gilles Simon

I seguenti giocatori sono passati dalle qualificazioni:
- Alafia Ayeni
- Ulises Blanch
- Laurent Lokoli
- Clément Chidekh
- Govind Nanda
- Luke Saville

## Singolare femminile

### Partecipanti

#### Teste di serie
| Nazionalità | Giocatore              | Ranking* | Testa di serie |
| ----------- | ---------------------- | -------- | -------------- |
| Stati Uniti | Madison Brengle        | 64       | 1              |
| Italia      | Lucia Bronzetti        | 65       | 2              |
| Stati Uniti | Claire Liu             | 81       | 3              |
| Cina        | Wang Xinyu             | 83       | 4              |
| Svezia      | Rebecca Peterson       | 88       | 5              |
| Canada      | Rebecca Marino         | 96       | 6              |
| Giappone    | Misaki Doi             | 98       | 7              |
| Italia      | Elisabetta Cocciaretto | 104      | 8              |

* Ranking all'8 agosto 2022.

### Altri partecipanti
Le seguenti giocatrici hanno ricevuto una wild card per il tabellone principale:
- Eugenie Bouchard
- Cadence Brace
- Marina Stakusic
- Carol Zhao

La seguente giocatrice è entrata in tabellone con lo special exempt:
- Coco Vandeweghe

Le seguenti giocatrici sono passate dalle qualificazioni:
- Valentini Grammatikopoulou
- Catherine Harrison
- Priscilla Hon
- Yuriko Miyazaki

La seguente giocatrice è entrata in tabellone come lucky loser:
- Kurumi Nara

### Ritiri
Prima del torneo
- Katie Boulter → sostituita da  Maja Chwalińska
- Varvara Flink → sostituita da  Victoria Jiménez Kasintseva
- Jaimee Fourlis → sostituita da  Emma Navarro
- Linda Fruhvirtová → sostituita da  Astra Sharma
- Greet Minnen → sostituita da  Arianne Hartono
- Wang Qiang → sostituita da  Kurumi Nara

## Doppio femminile

### Teste di serie
| Nazione  | Giocatrice  | Nazione     | Giocatrice         | Rank1 | Seed |
| -------- | ----------- | ----------- | ------------------ | ----- | ---- |
| Giappone | Miyu Katō   | Stati Uniti | Asia Muhammad      | 103   | 1    |
| Giappone | Misaki Doi  | Svezia      | Rebecca Peterson   | 212   | 2    |
| Giappone | Nao Hibino  | Georgia     | Oksana Kalašnikova | 217   | 3    |
| Ungheria | Tímea Babos | Stati Uniti | Angela Kulikov     | 230   | 4    |

* Ranking al 8 agosto 2022.

### Altri partecipanti
La seguente coppia ha ricevuto una wild card per il tabellone principale:
- Eugenie Bouchard /  Kayla Cross

### Ritiri
Prima del torneo
- Tímea Babos /  Greet Minnen → sostituite da  Rebecca Marino /  Heather Watson
- Emina Bektas /  Catherine Harrison → sostituite da  Ingrid Gamarra Martins /  Emily Webley-Smith
- Sophie Chang /  Angela Kulikov → sostituite da  Astra Sharma /  CoCo Vandeweghe

## Campioni

### Singolare maschile
Constant Lestienne ha sconfitto in finale  Arthur Rinderknech con il punteggio di 6–0, 4–6, 6–3.
- È il sesto titolo Challenger in carriera per Lestienne.

### Singolare femminile
Valentini Grammatikopoulou ha sconfitto in finale  Lucia Bronzetti con il punteggio di 6–2, 6–4.

### Doppio maschile
André Göransson /  Ben McLachlan hanno sconfitto in finale  Treat Conrad Huey /  John-Patrick Smith con il punteggio di 6(4)–7, 7–6(7), [11–9].

### Doppio femminile
Miyu Katō /  Asia Muhammad hanno sconfitto in finale  Tímea Babos /  Angela Kulikov con il punteggio di 6–3, 7–5.